# Philodromus diablae
Philodromus diablae este o specie de păianjeni din genul Philodromus, familia Philodromidae, descrisă de Schick, 1965. Conform Catalogue of Life specia Philodromus diablae nu are subspecii cunoscute.